# Poy Poy
Poy Poy (chamado no Japão de Poitters' Point) é um jogo eletrônico do gênero party game desenvolvido e publicado pela Konami e lançado em junho de 1997 para PlayStation e para PlayStation Network em 2007. O jogo consiste em uma batalha onde os jogadores podem atirar objetos nos outros, além de poderes especiais que cada personagem pode usar.

## Gameplay
Poy Poy é um jogo multijogador de ação/party onde quatro jogadores batalham entre si usando vários objetos, como pedras, troncos ou blocos de gelo em uma das seis fases. O combate consiste em pegar vários objetos e atira-los nos oponentes. Você também pode pegar um personagem do oponente e jogá-lo diretamente. Cada personagem tem status diferentes em relação a força (habilidade para levantar objetos mais pesados com mais velocidade) e velocidade (agilidade para se mover nas fases). O jogo possui itens que podem tanto ajudar como atrapalhar os jogadores; eles vem dentro de uma caixa que você tem que destruir para eles saírem. O jogador também pode usar luvas especiais que usa poderes psíquicos para liberar diferentes habilidades. Cada personagem tem uma luva em que ele tem 100% de sincronização (ele possui mais aptidão para usar). Em vários estágios existem suas ameaças que devem ser evitados pelos jogadores, mas alguns jogadores com as habilidades certas podem usar dessas ameaças contra seus oponentes. Até quatro pessoas podem participar ao mesmo tempo (provido aos jogados que possuem um periférico chamado multitap, que é compatível com o Playstation). Jogadores controlados por computadores (CPU) preenchem qualquer espaço que não é ocupado por um jogador humano, mas também é possível jogar de dois ou três jogadores também. Todos os personagens possuem uma barra de vida, representada por um coração ao lado da imagem do personagem; e uma barra de energia para usar as Psy Gloves, que fica abaixo da barra de vida e é recarregável.
O jogo possui dois modos:
Exibição: é o multiplayer onde os jogadores podem se enfrentar em um combate de até três rounds, onde você pode escolher qualquer fase ou luva disponível de forma livre. É possível jogar de dois até quatro jogadores humanos; ou um jogador humano e quatro CPUs.
Poy Poy Cup: é um modo singleplayer de campeonato. Você e mais três CPUs irão competir para quem continua seguindo adiante no torneio, mas o torneio só continua caso o jogador humano passe adiante, até que no final, caso o jogador humano ganhe, ele irá ganhar uma premiação em dinheiro, que poderá gastar com luvas novas e com níveis maiores, dar uma melhora nas luvas que você possui (até quatro upgrades por luva caso ela esteja no primeiro nível) e até comprar luvas especiais com alguém do mercado negro. É neste modo que você consegue salvar o seu progresso no jogo também. Este modo possuí três ligas (Amador, Intermediário e Mestre), que vão aumentando de nível de uma para outra; e você só pode jogar uma liga de nível superior após terminar a de nível inferior. As premiações são maiores em cada liga.
A vitória do set (conjunto de rounds até terminar a partida) é definida por pontuações em três categorias, elas sendo:
Direct Hits Points: O número de vezes que você acertou alguém diretamente.
Lucky Points: Baseado por número de White Hearts que você pegou durante a partida, onde cada White Heart equivale a dois pontos.
Round Points: Baseado na ordem de quem foi sendo eliminado. O último não ganha pontos, o terceiro ganha cinco pontos, o segundo ganha sete pontos e o primeiro ganha nove pontos ou mais baseado no tanto de vida que sobrou durante o fim do round.

## Mapas
O jogo possui seis mapas jogáveis e um mapa especifico para treino, cada um com seus perigos únicos ou mudanças/adição de objetos. Os mapas são:
- Practice

Uma fase para você praticar todos os movimentos dos personagens, seja as formas de jogar, as esquivas ou especiais.
- Flat Land

Uma fase floresta com algumas arvores para bloquear objetos e com a adição de troncos de arvores para serem jogados, além das pedras e das bombas.
- Moai Land

Uma fase montanhosa que possui algumas pedras para bloquear objetos e dois Moais, que quando são acertados ou arremessados, podem tomar duas ações: avançar contra algum personagem próximo e atacar ele; ou girar e cuspir Black Balls, item que explode.
- Park Land

Uma fase de parque que possui uma pedra gigante, que quando acertada por um objeto ou arremessada por alguém, irá virar um dinossauro, em forma de T-Rex; e andará pelo mapa atacando quem estiver por perto.
- Robot

Uma fase tecnológica, onde possui um robô no meio, que se for encostado por um personagem ou objeto, irá tomar uma das duas ações: irá girar batendo pros lados e causando dano em quem estiver perto; ou irá girar um pouco, soltando um laser paralisante. De tempos em tempos, ele irá girar na fase por completo com o laser paralisante várias vezes.
- Desert

Uma fase no deserto com um grande esqueleto para ajudar a bloquear os objetos, além dos cactos; e possui dois hazards: uma delas é uma ventania que fica empurrando todos os personagens, dificultando a movimentação contra o vento; e um tornado que aparece e fica rodando a fase, e caso pegue em alguém, essa pessoa irá rodar nele e ser arremessada para longe, perdendo vida.
- Iceberg

Uma fase de gelo, onde as pedras normais são substituídas por pedras de gelo. Seu personagem desliza bastante no chão por causa do gelo e tem uma Hazard de pinguins que ficam andando pelo mapa, atacam quem chegar perto e empurram os objetos caso encostem neles.
- Infinity Stage

Fase especial do The King, boss do jogo, que você apenas pode jogar caso termine a liga mestre sem usar nenhum "continue". É uma fase normal sem nada demais; e bem parecida com a fase de prática, mas com um fundo com trovoadas e sem os pilares quebrados.

## Itens
O jogo possui seis itens, cada um com sua funcionalidade, seja ela para ajudar ou para atrapalhar. Os itens são:
- Red Heart

Um coração vermelho que cura vida.
- White Heart

Um coração branco que dá pontos na categoria "Lucky Points" no final do round.
- Red Ball

Uma bola vermelha que aumenta a velocidade do personagem que pegar ela.
- Blue Ball

Uma bola azul que deixa super lento qualquer personagem que pegar ela. O efeito passa caso você leve dano ou levante algum objeto.
- Black Ball

Uma bola preta que explode, em uma grande área, depois de um certo tempo.
- Rainbow Ball

Uma bola colorida que recarrega toda sua energia psíquica para conseguir usar as habilidades da sua luva novamente.

## Personagens
O jogo possui 14 personagens, cada um com status diferentes um dos outros; e cada um com uma Psy Glove que lhe encaixa melhor.
Os personagens são:
- Harry (Chase Glove)

Stamina: 3
Velocidade: 3
Poder: 3
Psy: 6
- Mike (Thunder Glove)

Stamina: 2
Velocidade: 5
Poder: 1
Psy: 8
- Bubba (Magic Glove)

Stamina: 5
Velocidade: 2
Poder: 3
Psy: 6
- Mia (Shout Glove)

Stamina: 4
Velocidade: 3
Poder: 6
Psy: 5
- Cindy (Hunter Glove)

Stamina: 2
Velocidade: 4
Poder: 2
Psy: 7
- Arnold (Hurricane Glove)

Stamina: 6
Velocidade: 3
Poder: 6
Psy: 6
- Kool (Crush Glove)

Stamina: 4
Velocidade: 4
Poder: 4
Psy: 6
- Joey (Hop Glove)

Stamina: 2
Velocidade: 5
Poder: 2
Psy: 7
- Steel (Holy Glove)

Stamina: 4
Velocidade: 1
Poder: 5
Psy: 6
- Naomi (Bomb Glove)

Stamina: 4
Velocidade: 6
Poder: 5
Psy: 6
- Wize (Knife Glove)

Stamina: 1
Velocidade: 1
Poder: 1
Psy: 7
- Lee (Poison Glove)

Stamina: 3
Velocidade: 5
Poder: 4
Psy: 6
- Kage (Star Glove)

Stamina: 5
Velocidade: 6
Poder: 4
Psy: 4
- Poison (Hail Glove)

Stamina: 3
Velocidade: 4
Poder: 2
Psy: 5
- The King

Personagem não jogável secreto que vem como uma boss fight caso você vença a liga dos mestres sem usar nenhum "continue"; e você só enfrenta ele por um round. Ele inicia sozinho, mas depois de diminuir seu HP um pouco; ele cria clones que vão ajudá-lo a lhe enfrentar enquanto você tem que acertar apenas o verdadeiro.

## Luvas
O jogo possui 14 luvas normais, cada uma delas possui cinco níveis; e quatro luvas do mercado negro, fazendo com que haja mais de 70 luvas no total.
As luvas são:
- Chase Level 1
  - Chase Level 2
  - Chase Level 3
  - Wind Arrow
  - Wave Arrow
- Thunder Level 1
  - Thunder Level 2
  - Thunder Level 3
  - Finger Ray
  - Rainbow
- Magic Level 1
  - Magic Level 2
  - Magic Level 3
  - Stealth
  - Ghost
- Shout Level 1
  - Shout Level 2
  - Shout Level 3
  - Earth
  - Quake
- Hunter Level 1
  - Hunter Level 2
  - Hunter Level 3
  - Guard
  - Falcon
- Hurricane Level 1
  - Hurricane Level 2
  - Hurricane Level 3
  - Tornado
  - Twister
- Crush Level 1
  - Crush Level 2
  - Crush Level 3
  - Acid Rain
  - Cracker
- Hop Level 1
  - Hop Level 2
  - Hop Level 3
  - Escape
  - Guard Hop
- Seeker Level 1
  - Seeker Level 2
  - Seeker Level 3
  - Holy
  - Hitman
- Bomb Level 1
  - Bomb Level 2
  - Bomb Level 3
  - Rail Bomb
  - Super Bomb
- Knife Level 1
  - Knife Level 2
  - Knife Level 3
  - Kill Knife
  - Flash Wall
- Poison Level 1
  - Poison Level 2
  - Poison Level 3
  - Black Ball
  - Dark Zone
- Star Level 1
  - Star Level 2
  - Star Level 3
  - Star Force
  - Speed Star
- Hail Level 1
  - Hail Level 2
  - Hail Level 3
  - Red Shock
  - Aurora

- Luvas do mercado negro
  - Giant
  - Death
  - Dwarf
  - Meteor
  - Common

## Recepção
As reviews de Poy Poy foram em maioria positivas. A Next Generation o chamou de "melhor jogo multiplayer para o PlayStation, sem dúvidas"; e elaborando, "Não existe muita estrategia, por assim dizer, mas com uma longa e impressionante lista de poderes especiais que cada competidor pode escolher antes da partida; e alguns itens especiais para pegar durante a partida (ou desvia, já que possui alguns itens perigosos misturados com os bons), a quantidade de imprevisibilidade é o suficiente para agradar até os jogadores mais die-hard."
A Art Angel, da GamePro, o chamou "Um jogo de arcade/estratégia estilo Bomberman que abala a casa com ótimos gráficos, ação multiplayer divertida e um incomum matriz de personagens."
Shawn Smith, da Electronic Gaming Monthly, descreveu-o como "Um título multijogador que é fácil de controlar, tem boa aparência e possui recursos duradouros para um jogador". Ele e os outros três membros da equipe de revisão do EGM concordaram que o jogo tem variações e segredos suficientes para tornar o fator replay bem alto mesmo no modo para um jogador, embora ainda achem que o multiplayer seja o modo principal do jogo.
Joe Fielder, que revisou Poy Poy para o GameSpot vários meses depois de ter sido coberto por outras publicações de jogos, era uma voz dissidente contra o jogo. Enquanto observou que Poy Poy tem muito mais estratégia e profundidade do que jogos similares, ele sentiu que simplesmente não possuía a qualidade viciante necessária para torná-lo um sucesso.